# Tropisk
Tropisk eller troperne betegner det særligt varme klimabælte omkring ækvator - ordet har dog to lidt forskellige betydninger:
- Indenfor geografi og navigation betegner det området mellem Krebsens vendekreds på 23° 27' nordlig bredde og Stenbukkens vendekreds på 23° 27' sydlig bredde[1]. Dette område er kendetegnet ved at Solen står i zenit mindst én gang om året.
- Indenfor meteorologi og økologien betegner det områder hvor alle 12 måneder har den laveste døgn-gennemsnitstemperatur over 18 °C[2]; dette område kan i særlige tilfælde strække sig nordligere eller sydligere end de to vendekredse, ligesom der findes mange områder mellem de to vendekredse der ikke har tropisk klima, f.eks. i bjergegne. Se Tropisk klima. Den laveste gennemsnitstemperatur for en måned er 14-16 grader Celsius.